# ليه هينتون
ليه هينتون (بالإنجليزية: Les Hinton) هو مسير أعمال أمريكي وبريطاني، ولد في 19 فبراير 1944 في بوتل ‏ في المملكة المتحدة.